# Astragalus tokatensis
Astragalus tokatensis är en ärtväxtart som beskrevs av Fisch.. Astragalus tokatensis ingår i släktet vedlar, och familjen ärtväxter. Inga underarter finns listade i Catalogue of Life.